# Claytonia acutifolia
Claytonia acutifolia är en källörtsväxtart som beskrevs av Pall. och Carl Ludwig von Willdenow. Claytonia acutifolia ingår i släktet vårskönor, och familjen källörtsväxter. Inga underarter finns listade i Catalogue of Life.

## Bildgalleri

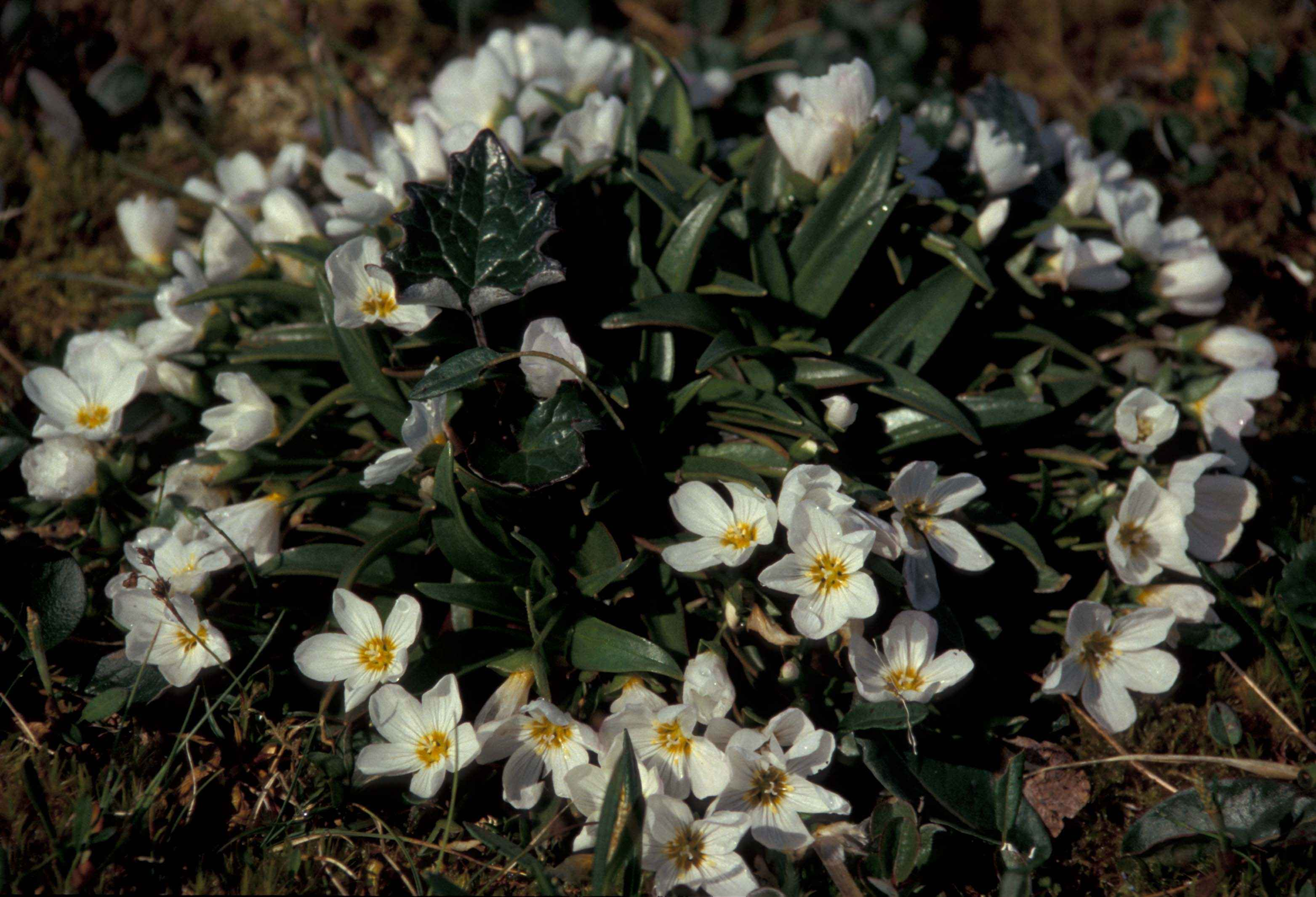